# Ана Марія Піккіо
Ана Марія Піккіо(ісп. Ana María Picchio, 30 березня 1946, Буенос-Айрес, Аргентина) — аргентинська акторка театру та кіно.

## Вибіркова фільмографія
- Сантос Вега (1971)
- Пауліто (1975)